# 卡尔·林克
卡尔·林克（德語：Karl Link，1942年7月27日—），德国男子自行车运动员。他曾代表德国联队、西德参加1964年和1968年夏季奥林匹克运动会自行车比赛，获得一枚金牌和一枚银牌。